# 세화로
세화로(Sehwa-ro)는 경기도 수원시 권선구 세류동 세류지하차도에서 팔달구 화서동 화서지하차도를 잇는 도로이다. 덕영대로의 수원역 구간을 우회하는 수원역 우회도로로, 세류지하차도에서 서둔동까지는 2006년 2월 28일, 서둔동에서 화서지하차도까지는 2008년 7월 3일 개통했다.

## 주요 경유지
경기도
- 수원시 권선구 (세류동·평동·서둔동) - 팔달구 (화서동)

## 노선
| 이름                        | 접속 노선                            | 소재지          | 소재지          | 소재지          | 비고            |
| 덕영대로와 직결             | 덕영대로와 직결                      | 덕영대로와 직결 | 덕영대로와 직결 | 덕영대로와 직결 | 덕영대로와 직결 |
| --------------------------- | ------------------------------------ | --------------- | --------------- | --------------- | --------------- |
| 세류지하차도                |                                      | 수원시          | 권선구          | 세류동          |                 |
| 벌말 교차로                 | 국가지원지방도 제98호선 (매송고색로) | 수원시          | 권선구          | 평동            |                 |
| 벌터 교차로                 | 권선로                               | 수원시          | 권선구          | 평동            |                 |
| 서둔 교차로                 | 서호동로                             | 수원시          | 권선구          | 평동            |                 |
| 서둔2 교차로 (서둔지하차도) | 국도 제42호선 (수인로)               | 수원시          | 권선구          | 평동            |                 |
| 서둔2 교차로 (서둔지하차도) | 국도 제42호선 (수인로)               | 수원시          | 팔달구          | 화서동          |                 |
| 화서지하차도                |                                      | 수원시          | 팔달구          | 화서동          |                 |

## 주요시설및 건물
- 롯데몰 수원점 (세화로 134/서둔동 381)
- 수원역 환승센터 (세화로 136)
- 경진여객 수원영업소 (세화로 220)